# エニール・ブイテンダグ
エニール・ブイテンダグ（Eneill Buitendag、1989年6月21日 - ）は、ナミビアのラグビーユニオン選手。

## プロフィール
- ナミビア(当時は南アフリカ共和国)・ウィントフック出身[1]。
- ポジションはスクラムハーフ(SH)。
- 身長 186cm、体重 94kg
- ナミビア代表キャップは15（2025年5月現在）でワールドカップ2015のナミビア代表に選ばれた[2]。

## 略歴
ウェルウィッチアスを経て、2013年、ワンダラーズに加入。